# Campionat del Món d'hoquei sobre gel masculí
El Campionat del Món d'hoquei gel masculí és la màxima competició internacional per a seleccions masculines d'hoquei sobre gel. És organitzat per la International Ice Hockey Federation (IIHF). La competició data de l'any 1920 i actualment es disputa anualment.

## Història
La primera competició predecessora del Campionat del Món fou el Campionat d'Europa d'hoquei gel, que es disputà entre 1910 i 1932. L'any 1920 es decidí la creació del Campionat del Món coincidint amb la celebració dels Jocs Olímpics d'Hivern. D'aquesta manera la mateixa competició serví per determinar els campions olímpics i mundials. Els campionats del món s'anaren succeint i quan coincidien amb els Jocs Olímpics aquesta competició feia també de campionat del món. Aquesta situació es mantingué fins als Jocs Olímpics d'Hivern de 1968.
A les primeres edicions del campionat la selecció dominadora fou el Canadà. Entre 1930 i 1939 guanyaren vuit campionats. Després de l'aturada de la Segona Guerra Mundial, Canadà seguí dominant els campionats del món fins a l'aparició de la Unió Soviètica el 1954, i amb breus aparicions de Txecoslovàquia i Suècia.
Inicialment, la competició estava reservada a jugadors amateurs, el que impossibilitava la participació dels jugadors de la NHL, en la seva majoria canadencs i estatunidencs. L'any 1970, la IIHF permeté al Canadà participar amb nou jugadors professionals, però aquesta decisió fou posteriorment revocada. Això provocà que el Canadà boicotegés els campionats als anys 70. Finalment, el 1976, el nou president de la IIHF permeté definitivament la participació de professionals i el Canadà va retornar a la competició. De totes maneres, el nivell a Europa havia pujat molt i els canadencs no aconseguiren un nou triomf fins a l'any 1994.
La desintegració de la Unió Soviètica, gran dominadora dels 70 i 80, el 1990 i en menor mesura de Txecoslovàquia va igualar les forces de les principals seleccions mundials. L'aparició de noves i potents seleccions com Eslovàquia, Belarús, Kazakhstan o Letònia obligà la federació internacional a modificar i expandir el campionat per tal de donar cabuda a les noves seleccions.
El campionat del món sol coincidir amb les finals de la NHL, fet que provoca que molts dels millors jugadors del món no hi puguin competir.

## Format de la competició
L'actual format de la competició inclou més de 40 seleccions dividides en divisions: 16 al Campionat del Món, 12 a la Primera Divisió, 12 a la Segona Divisió i la resta de seleccions a la Tercera divisió.
El primer grup de 16 es divideix en grups de 4 (ronda preliminar), classificant-se els tres primers de cada grup. Aquests es divideixen en dos grups de 6 a la segona ronda o ronda de classificació. En aquesta ronda es mantenen els resultats de la primera fase. Els quatre primers de cada grup avancen a les rondes eliminatòries, quarts de final, semifinals i final.
Els quatre pitjors equips de la ronda preliminar disputen una fase de descens on els dos pitjors baixen de categoria i permeten l'ascens dels dos millors de Primera.

## Historial
| Any       | Seu                                               | Campió                                            | Finalista                                         | Tercer classificat                                |
| --------- | ------------------------------------------------- | ------------------------------------------------- | ------------------------------------------------- | ------------------------------------------------- |
| 1920      | Anvers (Jocs Olímpics)¹                           | Canadà                                            | Estats Units                                      | Txecoslovàquia                                    |
| 1924      | Chamonix (Jocs Olímpics)¹                         | Canadà                                            | Estats Units                                      | Regne Unit                                        |
| 1928      | St. Moritz (Jocs Olímpics)¹                       | Canadà                                            | Suècia                                            | Suïssa                                            |
| 1930      | Chamonix/Berlín                                   | Canadà                                            | Alemanya                                          | Suïssa                                            |
| 1931      | Krynica                                           | Canadà                                            | Estats Units                                      | Àustria                                           |
| 1932      | Lake Placid (Jocs Olímpics)¹                      | Canadà                                            | Estats Units                                      | Alemanya                                          |
| 1933      | Praga                                             | Estats Units                                      | Canadà                                            | Txecoslovàquia                                    |
| 1934      | Milà                                              | Canadà                                            | Estats Units                                      | Alemanya                                          |
| 1935      | Davos                                             | Canadà                                            | Suïssa                                            | Regne Unit                                        |
| 1936      | Garmisch-Partenkirchen (Jocs Olímpics)¹           | Regne Unit                                        | Canadà                                            | Estats Units                                      |
| 1937      | Londres                                           | Canadà                                            | Regne Unit                                        | Suïssa                                            |
| 1938      | Praga                                             | Canadà                                            | Regne Unit                                        | Txecoslovàquia                                    |
| 1939      | Zúric/Basilea                                     | Canadà                                            | Estats Units                                      | Suïssa                                            |
| 1940-1946 | No es disputà a causa de la Segona Guerra Mundial | No es disputà a causa de la Segona Guerra Mundial | No es disputà a causa de la Segona Guerra Mundial | No es disputà a causa de la Segona Guerra Mundial |
| 1947      | Praga                                             | Txecoslovàquia                                    | Suècia                                            | Àustria                                           |
| 1948      | St. Moritz (Jocs Olímpics)¹                       | Canadà                                            | Txecoslovàquia                                    | Suïssa                                            |
| 1949      | Estocolm                                          | Txecoslovàquia                                    | Canadà                                            | Estats Units                                      |
| 1950      | Londres                                           | Canadà                                            | Estats Units                                      | Suïssa                                            |
| 1951      | París                                             | Canadà                                            | Suècia                                            | Suïssa                                            |
| 1952      | Oslo (Jocs Olímpics)¹                             | Canadà                                            | Estats Units                                      | Suècia                                            |
| 1953      | Zúric/Basilea                                     | Suècia                                            | RFA                                               | Suïssa                                            |
| 1954      | Estocolm                                          | Unió Soviètica                                    | Canadà                                            | Suècia                                            |
| 1955      | Krefeld/Dortmund/Colònia                          | Canadà                                            | Unió Soviètica                                    | Txecoslovàquia                                    |
| 1956      | Cortina d'Ampezzo (Jocs Olímpics)¹                | Unió Soviètica                                    | Estats Units                                      | Canadà                                            |
| 1957      | Moscou                                            | Suècia                                            | Unió Soviètica                                    | Txecoslovàquia                                    |
| 1958      | Oslo                                              | Canadà                                            | Unió Soviètica                                    | Suècia                                            |
| 1959      | Praga/Bratislava                                  | Canadà                                            | Unió Soviètica                                    | Txecoslovàquia                                    |
| 1960      | Squaw Valley (Jocs Olímpics)¹                     | Estats Units                                      | Canadà                                            | Unió Soviètica                                    |
| 1961      | Ginebra/Lausana                                   | Canadà                                            | Txecoslovàquia                                    | Unió Soviètica                                    |
| 1962      | Colorado Springs/Denver                           | Suècia                                            | Canadà                                            | Estats Units                                      |
| 1963      | Estocolm                                          | Unió Soviètica                                    | Suècia                                            | Txecoslovàquia                                    |
| 1964      | Innsbruck (Jocs Olímpics)¹                        | Unió Soviètica                                    | Suècia                                            | Txecoslovàquia                                    |
| 1965      | Tampere                                           | Unió Soviètica                                    | Txecoslovàquia                                    | Suècia                                            |
| 1966      | Ljubljana                                         | Unió Soviètica                                    | Txecoslovàquia                                    | Canadà                                            |
| 1967      | Viena                                             | Unió Soviètica                                    | Suècia                                            | Canadà                                            |
| 1968      | Grenoble (Jocs Olímpics)¹                         | Unió Soviètica                                    | Txecoslovàquia                                    | Canadà                                            |
| 1969      | Estocolm                                          | Unió Soviètica                                    | Suècia                                            | Txecoslovàquia                                    |
| 1970      | Estocolm                                          | Unió Soviètica                                    | Suècia                                            | Txecoslovàquia                                    |
| 1971      | Berna/Ginebra                                     | Unió Soviètica                                    | Txecoslovàquia                                    | Suècia                                            |
| 1972      | Praga                                             | Txecoslovàquia                                    | Unió Soviètica                                    | Suècia                                            |
| 1973      | Moscou                                            | Unió Soviètica                                    | Suècia                                            | Txecoslovàquia                                    |
| 1974      | Hèlsinki                                          | Unió Soviètica                                    | Txecoslovàquia                                    | Suècia                                            |
| 1975      | Múnic/Dusseldorf                                  | Unió Soviètica                                    | Txecoslovàquia                                    | Suècia                                            |
| 1976      | Katowice                                          | Txecoslovàquia                                    | Unió Soviètica                                    | Suècia                                            |
| 1977      | Viena                                             | Txecoslovàquia                                    | Suècia                                            | Unió Soviètica                                    |
| 1978      | Praga                                             | Unió Soviètica                                    | Txecoslovàquia                                    | Canadà                                            |
| 1979      | Moscou                                            | Unió Soviètica                                    | Txecoslovàquia                                    | Suècia                                            |
| 1981      | Göteborg/Estocolm                                 | Unió Soviètica                                    | Suècia                                            | Txecoslovàquia                                    |
| 1982      | Hèlsinki/Tampere                                  | Unió Soviètica                                    | Txecoslovàquia                                    | Canadà                                            |
| 1983      | Düsseldorf/Dortmund/Múnic                         | Unió Soviètica                                    | Txecoslovàquia                                    | Canadà                                            |
| 1985      | Praga                                             | Txecoslovàquia                                    | Canadà                                            | Unió Soviètica                                    |
| 1986      | Moscou                                            | Unió Soviètica                                    | Suècia                                            | Canadà                                            |
| 1987      | Viena                                             | Suècia                                            | Unió Soviètica                                    | Txecoslovàquia                                    |
| 1989      | Estocolm/Södertälje                               | Unió Soviètica                                    | Canadà                                            | Txecoslovàquia                                    |
| 1990      | Berna/Friburg                                     | Unió Soviètica                                    | Suècia                                            | Txecoslovàquia                                    |
| 1991      | Turku/Hèlsinki/Tampere                            | Suècia                                            | Canadà                                            | Unió Soviètica                                    |
| 1992      | Praga/Bratislava                                  | Suècia                                            | Finlàndia                                         | Txecoslovàquia                                    |
| 1993      | Dortmund/Múnic                                    | Rússia                                            | Suècia                                            | Txèquia                                           |
| 1994      | Bolzano/Canazei/Milà                              | Canadà                                            | Finlàndia                                         | Suècia                                            |
| 1995      | Estocolm/Gävle                                    | Finlàndia                                         | Suècia                                            | Canadà                                            |
| 1996      | Viena                                             | Txèquia                                           | Canadà                                            | Estats Units                                      |
| 1997      | Hèlsinki/Turku/Tampere                            | Canadà                                            | Suècia                                            | Txèquia                                           |
| 1998      | Zúric/Basilea                                     | Suècia                                            | Finlàndia                                         | Txèquia                                           |
| 1999      | Oslo/Lillehammer/Hamar                            | Txèquia                                           | Finlàndia                                         | Suècia                                            |
| 2000      | Sant Petersburg                                   | Txèquia                                           | Eslovàquia                                        | Finlàndia                                         |
| 2001      | Colònia/Hannover/Nuremberg                        | Txèquia                                           | Finlàndia                                         | Suècia                                            |
| 2002      | Göteborg/Karlstad/Jönköping                       | Eslovàquia                                        | Rússia                                            | Suècia                                            |
| 2003      | Hèlsinki/Tampere/Turku                            | Canadà                                            | Suècia                                            | Eslovàquia                                        |
| 2004      | Praga/Ostrava                                     | Canadà                                            | Suècia                                            | Estats Units                                      |
| 2005      | Innsbruck/Viena                                   | Txèquia                                           | Canadà                                            | Rússia                                            |
| 2006      | Riga                                              | Suècia                                            | Txèquia                                           | Finlàndia                                         |
| 2007      | Moscou                                            | Canadà                                            | Finlàndia                                         | Rússia                                            |
| 2008      | Halifax/Ciutat de Quebec                          | Rússia                                            | Canadà                                            | Finlàndia                                         |
| 2009      | Zúric/Berna                                       | Rússia                                            | Canadà                                            | Suècia                                            |
| 2010      | Colònia/Mannheim                                  | Txèquia                                           | Rússia                                            | Suècia                                            |
| 2011      | Bratislava/Košice                                 | Finlàndia                                         | Suècia                                            | Txèquia                                           |
| 2012      | Hèlsinki/Estocolm                                 | Rússia                                            | Eslovàquia                                        | Txèquia                                           |
| 2013      | Estocolm/Hèlsinki                                 | Suècia                                            | Suïssa                                            | Estats Units                                      |
| 2014      | Minsk                                             | Rússia                                            | Finlàndia                                         | Suècia                                            |
| 2015      | Praga/Ostrava                                     | Canadà                                            | Rússia                                            | Estats Units                                      |
| 2016      | Moscou/Sant Petersburg                            | Canadà                                            | Finlàndia                                         | Rússia                                            |
| 2017      | Colònia/París                                     | Suècia                                            | Canadà                                            | Rússia                                            |
| 2018      | Copenhaguen                                       | Suècia                                            | Suïssa                                            | Estats Units                                      |
| 2019      | Bratislava, Košice                                | Finlàndia                                         | Canadà                                            | Rússia                                            |
| 2021      |                                                   | Canadà                                            | Finlàndia                                         | Estats Units                                      |
| 2022      |                                                   | Finlàndia                                         | Canadà                                            | Txèquia                                           |

Notes
1. Totes les competicions d'hoquei gel als Jocs Olímpics entre 1920 i 1968 també computen com a Campionat del Món.
2. Als anys olímpics 1980, 1984 i 1988 no es disputà el Campionat del Món.
3. L'any 2006, Suècia esdevingué la primera selecció a guanyar la medalla d'or olímpica i mundial en una mateixa temporada.